# Cyrtonion moto
Cyrtonion moto – gatunek chrząszcza z rodziny kałużnicowatych i podrodziny Sphaeridiinae.
Gatunek ten opisany został w 2008 roku przez Martina Fikáčka na podstawie dwóch okazów: samca i samicy, odłowionych w 1920 roku w Moto. Okazy te zostały w 1953 roku oznaczone przez J. Balfour-Browne'a jako Pachysternum sculpticolle.
Ciało szeroko-owalne, ciemno rudobrązowe, u holotypu długości 2,7 i szerokości 1,7 mm. Na przedpleczu dwa wysokie wybrzuszenia rozdzielone wąskim żeberkiem. Na pokrywach 10 punktowanych rzędów, a międzyrzędy silnie wypukłe i opatrzone wybrzuszeniami. Chrząszcz zewnętrznie niemal identyczny z C. ghanense i C. sculpticolle. Różni się od nich szerszym środkowym płatem edeagusa o zaokrąglonym wierzchołku.
Chrząszcz afrotropikalny, znany wyłącznie z Demokratycznej Republiki Konga.